# Hydrogenfosforečnan

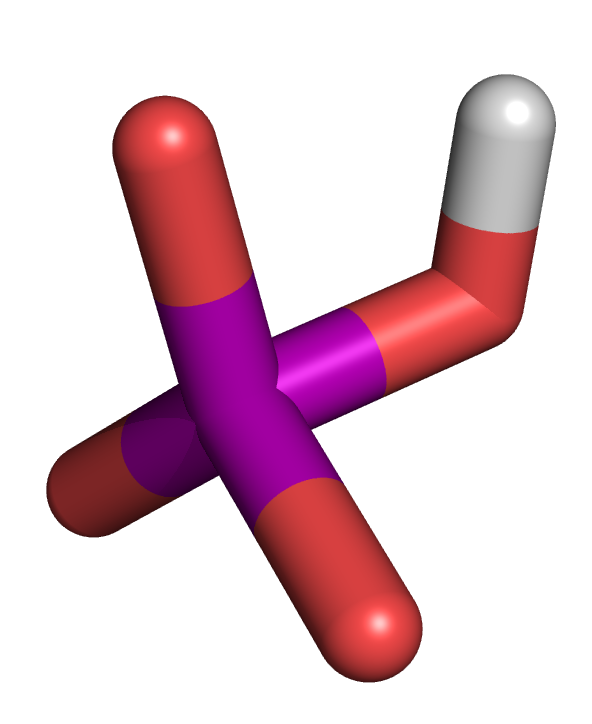
Anorganický hydrogenfosfát
HPO; barevné značení: P (fialová); O (červená); H (bílá)

Hydrogenfosforečnan (HPO 2-
4 ) je jeden z aniontů odvozených od kyseliny trihydrogenfosforečné.

## Výskyt
Hydrogenfosforečnan tvoří soli (přesněji hydrogenosoli), které vznikají při neúplné neutralizaci kyseliny fosforečné zásadou nebo kovem).

## Vlastnosti
Související informace naleznete také v článku fosforečnany.
Hydrogenfosforečnan je konjugovanou kyselinou fosforečnanového aniontu (PO 3-
4 ).
Konjugovanou kyselinou hydrogenfosforečnanu je dihydrogenfosforečnan (H2PO -
4 ) neboli dihydrogenfosfát; dihydrogenfosforečnan je konjugovanou bází kyseliny fosforečné(H3PO4).
Hydrogenfosforečnan vzniká při hydrolýze difosfátu (PPi neboli P2O 2-
7 )
P2O 2-
7  + H2O → 2 HPO 2-
4 
nebo hydrolýzou dihydrogenfosforečnanu:
H2PO -
4  + H2O → H3O+ + HPO 2-
4 